# Lázně Letiny
Lázně Letiny (německy Bad Lettin) jsou místní částí obce Letiny. Nachází se deset kilometrů jihozápadně od Blovic a patří do okresu Plzeň-jih. Na konci 19. století byly známými českými lázněmi.

## Geografie
Místní část se nachází v nadmořské výšce 474 m n. m. na úpatí vrchu Rampich, východně od Podhrázského potoka, jeden kilometr jižně od Letin na silnici 2. třídy č. 117 z Blovic do Klatov. K okolním vesnicím patří Letiny a Kbelnice na severu, Částkov, Svárkov a Buč na jihovýchodě, Březí na jihu, Skašov na jihozápadě a Týniště a Újezd na západě.

## Historie
Založení se datuje do roku 1700, kdy si místní pán Rudolf Pikhart z Grüntalu nechal na úpatí vrchu Rampich (506 m) postavit zámeček.
Po nalezení železitého pramene sv. Vintíře byl lovecký zámeček v roce 1766 přeměněn na lázeňský dům. Užívaly se zde slatinné koupele pro léčbu nemocí dýchacích cest, revmatismu nebo kožních chorob. V roce 1799 byl postaven větší lázeňský dům. Kaple zasvěcená sv. Vintíři byla postavena v roce 1856.
Když na konci 19. století převzal vedení lázní Vojtěch Mrázek, staly se Lázně Letiny známými českými lázněmi. Lovecký zámeček v lázeňském parku byl postaven v roce 1882 a Vila Anna v roce 1900. V roce 1901 byl postaven nový lázeňský pavilon, který byl spojen se starými lázněmi kolonádami.
K lázeňským hostům patřili František Xaver Šalda, Karel Klostermann, Alois Jirásek, Karel Čapek a Karel Matěj Čapek-Chod, Pavel Ludikar, Pavel Josef Šafařík, Jan Koštlivý a Miroslav Horníček.
Po druhé světové válce byl provoz lázní ukončen. Od roku 1945 se budovy lázní využívaly jako doléčovací ústav škodovácké nemocnice. Od 80. let byly lázně přidruženy k Psychiatrické léčebně Dobřany. V roce 1988 byly zbourány staré lázně, využívané ke konci jako budova kuchyně.

## Pamětihodnosti
- Kaple sv. Vintíře, postavená v roce 1856
- Zbytky osídlení z pozdní doby kamenné a kaple sv. Rozálie na kopci Jezevčí skála, nacházejícím se severovýchodně od Lázní Letiny
- Budovy lázní